# Symbolum '77
"Symbolum '77", także "Tu sei la mia vita" − włoska pieśń religijna, autorstwa Pierangela Sequeriego, wykonywana najczęściej w czasie obrzędów komunijnych we włoskich kościołach katolickich, powstała w 1978.
Jest jedną z najczęściej wykonywanych obecnie pieśni we włoskich parafiach katolickich.

## Historia
Pieśń powstała w 1977 z okazji Traditio Symboli, tzn. obrzędu powierzenia Credo (łac. Symbolum) katechumenom w sobotę poprzedzającą Niedzielę Palmową. Autorem słów i muzyki jest włoski teolog Pierangelo Sequeri.
Utwór wydali na płytach:
- włoska grupa grająca rock alternatywny Timoria − krążek Un Aldo qualunque sul treno magico z 2002
- wenecka grupa Calle della Morte − na EP A Dio z 2006
- Nancy Cuomo  − Aria di festa (Canti di cielo) z 2013
- Pierangelo Sequeri  − High Lights 2 (Arbeitsgemeinschaft Francesco Chiara) z 2014

Poza oryginalną wersją włoską znane są m.in. następujące tłumaczenia pieśni: polskie (różne wersje), holenderskie, rosyjskie i arabskie.